# Anne liebt Philipp
Anne liebt Philipp (Originaltitel Jørgen + Anne = sant) ist eine norwegische Filmkomödie aus dem Jahr 2011. Sie entstand unter der Regie von Anne Sewitsky. Das Drehbuch stammt von Kamilla Krogsveen, basierend auf dem norwegischen Kinderbuch Tilla liebt Philipp von Vigdis Hjorth.

## Handlung
Wenn Anne Lunde nicht mit ihrer Freundin Beate beisammen ist, rauft sie mit ihrem Bruder Ole, oder macht Sachen, die man eher von Buben erwarten würde. Am Anfang der 5. Klasse (5. Schulstufe) verliebt sie sich jedoch Hals über Kopf in den neuen Jungen in ihrer Klasse, Philipp Ruge. Dieser ist neu in der Stadt und zieht ausgerechnet in ein Haus, das als Geisterhaus verschrien ist. Anne ist aber nicht allein, auch das hübscheste Mädchen der Schule, Ellen, verliebt sich in Philipp, was zu einem offenen Kampf zwischen den beiden Rivalinnen führt. Im Gegensatz zu Anne ist Ellen blond und hat den „weltweit längsten und schönsten Pferdeschwanz“. Sie trägt immer saubere Kleidung der aktuellen Modekollektion und modelt in Werbespots fürs Fernsehen. Anne nimmt jedoch den Kampf auf, sie muss dabei viele Demütigungen und Rückschläge einstecken. Während dieser Phase vergleicht sie sich mit einer gewissen Helga, die angeblich wegen der Liebe zu ihrem Schwarm von ihrem Vater in eine Mauer des Geisterhauses eingemauert wurde. Auch die meisten Erwachsenen, Annes Eltern eingeschlossen, glauben nicht an die Liebe in Annes Alter, jedoch beweist sie, dass man auch in ihrem Alter schon verliebt sein kann.

## Publikumserfolg
Die Besucherzahlen in den norwegischen Kinos beliefen sich auf 165.872 Besucher. Der Film eröffnete die Jugendsektion der Berlinale 2011. Die Deutsche Film- und Medienbewertung vergab das Prädikat „besonders wertvoll“.

## Kritiken
Kritikerin Katrin Hoffmann stellt fest, dass es Filme gibt, „die erst beim zweiten Sehen ihre Wirkung entfalten.“ „Anne Sewitsky hat den auch bei uns erschienenen Roman ‚Tilla liebt Philipp‘ der Autorin Vigdis Hjorth spritzig und glaubwürdig inszeniert. Ein Mädchen an der Grenze zum Erwachsenwerden, ein Zustand, den sie zunächst nicht erreichen will.“ Und auch „der Zuschauer durchlebt die ganze Tragödie. Was es bedeutet, wenn emotionale Gefühlswallungen ein Mädchen treffen, das noch nicht darauf vorbereitet ist.“
Die Webseite Kinoreview wertet anerkennend: „Ein bezaubernder Film irgendwo zwischen französischer Leichtigkeit, norwegischer Schwermut und einer großen Portion betörender Schauspielführung. Wie die Regisseurin ihren kleinen Darstellern Glaubwürdigkeit entlockt, verdient eine eigene Preiskategorie. Wer es schafft, sich auf die Gefühlsebene einer Zehnjährigen einzulassen, fand mit ‚Anne liebt Philipp‘ seine erste uneingeschränkte Empfehlung der Berlinale 2011.“